# Oxypetalum retusum
Oxypetalum retusum är en oleanderväxtart som först beskrevs av Markgr., och fick sitt nu gällande namn av Goyder. Oxypetalum retusum ingår i släktet Oxypetalum och familjen oleanderväxter. Inga underarter finns listade i Catalogue of Life.